# Föhrwalde
Föhrwalde ist der Name eines untergegangenen Ortes in der russischen Oblast Kaliningrad (Gebiet Königsberg (Preußen)). Ein russischer Name ist nicht bekannt. Die Ortsstelle liegt im Gebiet des Munizipalkreises Rajon Prawdinsk (Stadtkreis Friedland).

## Geographische Lage
Die Ortsstelle von Föhrwalde liegt in der südlichen Mitte der Oblast Kaliningrad, 17 Kilometer nördlich der heute auf polnischem Gebiet gelegenen Kreisstadt Bartenstein (polnisch Bartoszyce).

## Geschichte
Der kleine nur aus ein paar Gehöften bestehende Ort Föhrwalde hatte noch bis zum 11. Juli 1905 den Namen „Stocktienen“. Er gehörte zum Kreis Friedland (er wurde 1927 in „Kreis Bartenstein“ umbenannt) in der Provinz Ostpreußen. Im Jahre 1905 zählte Föhrwalde 16 Einwohner. Bis 1928 war der Ort ein Teil des Gutsbezirks Sehmen (russisch Soldatowo). Als dieser mit der Landgemeinde Sehmen im Jahre 1928 zur neuen Landgemeinde gleichen Namens fusionierte, wurde Föhrwalde ein Teil eben dieser Gemeinde.
Im Jahre 1945 wurde das gesamte nördliche Ostpreußen in Kriegsfolge an die Sowjetunion überstellt. Föhrwalde aber wurde wohl nicht mehr besiedelt, denn der Ort wurde nicht mehr genannt, auch fehlt ein russischer Name. Heute gilt der Ort als verwaist und untergegangen. Seine kaum noch wahrnehmbare Ortsstelle liegt heute im Rajon Prawdinsk (Stadtkreis Friedland) in der jetzt zur Russischen Föderation gehörenden Oblast Kaliningrad (Gebiet Königsberg (Preußen)).

## Kirche
Bis 1945 war Föhrwalde in die evangelische Kirche Domnau (russisch Domnowo) in der Kirchenprovinz Ostpreußen der Kirche der Altpreußischen Union, außerdem zur römisch-katholischen Kirche in Bartenstein (polnisch Bartoszyce) im damaligen Bistum Ermland.

## Verkehr
Die Ortsstelle von Föhrwalde liegt südlich der Regionalstraße 27K-061, die von Domnowo (Domnau) über Snamenskoje (Preußisch Wilten) bis nach Jermakowo (Deutsch Wilten) an der russischen Fernstraße 27A-030 (einstige deutsche Reichsstraße 142) führt. Wenige Kilometer von Domnowo entfernt zweigt ein Weg zur Ortsstelle ab.